# Lijst van spelers van RFC Seraing
Deze lijst omvat voetballers die bij RFC Seraing gespeeld hebben. De spelers zijn gerangschikt volgens alfabet.

## A
- Lassaad Abdelli
- Jean-Pierre Andries
- Patrick Aussems (1989-1990)

## B
- Pascal Beeken (1993-1996)
- Jens Jørn Bertelsen (1982-1984)
- Alain Bettagno (1986-1988, 1989-1990)
- Roberto Bisconti (1995-1996)
- Jules Bocandé (1982-1984)
- Didier Boulet
- Yahya Boumediene (2014-2015)
- Istvan Balogh

## C
- Alex Chaves De Andrade (1990-1992)
- Nico Claesen (1978-1984)
- Robert Coutereels (1976-1978, 1979-1981)
- Luciano Crappa (1993-1994, 1995-1996)

## D
- Guy Dardenne (1986-1987)
- Benjamin Debusschere (1992-1996)
- Yves De Greef (1990-1992)
- Alain De Nil (1994-1995)
- Mahamadou Dembélé (2022-heden)
- Eric Depireux (1991-1992)
- Jean-Marie Dewalleff (1976-1980)
- Olivier Doll (1989-1994)
- Rudy Ducoulombier (1994-1996)

## E
- Tony Englebert

## F
- Werner Fastré (1980-1981)
- Ronald Foguenne (1993-1994)

## G
- Herman Geunens (1967-1969)
- Stefano Ghiro (1992-1994)
- Delima Gildemberg (1988-1990)
- Philippe Goffin (1980-1983)
- Michaël Goossens (1989-1990)
- Patrick Gorez (1981-1984)
- Marc Grosjean (1978-1989)
- Stéphane Guidi (1995-1996)

## H
- Frédéric Halleux
- Harald Heinen (1990-1996)
- Franjo Horvat (1980-1982)
- Jean-Marie Houben (1993-1995)
- Marc Huysmans (1994-1995)

## J
- Thierry Jourdan (1985-1986)

## K
- Eugène Kabongo (1983-1985)
- Emmanuel Karagiannis (1992-1995)
- Peter Kerremans (1981-1986)
- Serge Kimoni (1982-1987, 1990-1992, 1993-1996)
- Kinkomba Kingambo (1984-1987)
- Leopold Knuts (1951-1955)
- Ján Kozák (1985-1986)

## L
- Leroy Labylle
- Bernard Lacanne
- Istvan Lakner (1978-1983)
- Jacques Lambotte
- Axel Lawarée (1994-1996)
- Sebastiano Littera
- Marco Lopez
- Roger Lukaku (1993-1995)
- Freddy Luyckx (1981-1984)

## M
- Isaias Magalhaes Da Silva (1990-1995)
- Raphael Micelli (1995-1996)
- Danny Muniken

## N
- Anges Ngapy (1985-1990 & 1991-1992)
- Danny N'Gombo (1992-1996)

## O
- Juan Oblitas (1980-1984)
- Luc Olivier
- Domenico Olivieri (1990-1994)
- Lars Olsen (1992-1994)
- Paul Op de Beeck (1982-1983)

## P
- Jean-Claude Pagal (1995-1996)
- Edmilson Paulo Da Silva (1990-1996)
- Sébastien Pocognoli

## Q
- Didier Quain (1993-1996)

## R
- Michel Rasquin (1986-1989)

## S
- Pombolo Sadi-Wa (1983-1985)
- Marc Schaessens (1994-1995)
- Ólafur Sigurvinsson (1978-1981)
- Pierre Silliard
- Serge Sironval (1993-1994)
- Laurent Stas de Richelle
- Ranko Stojić (1992-1994)

## T
- Patrick Teppers (1993-1996)

## V
- Christoph Vanden Bergh (1994-1996)
- Zvonko Varga (1993-1994)
- Igor Vrablic (1985-1986)
- Remy Vanheusden (1980-1985)

## W
- Wamberto (1991-1996)

## X
- Robert Xhaard

## Z
RSC Anderlecht ·
Antwerp FC ·
Beerschot AC ·
Beerschot VA ·
KSK Beveren ·
Rupel Boom ·
Cercle Brugge · 
Club Brugge ·
KRC Genk ·
KAA Gent · 
KV Kortrijk ·
OH Leuven ·
Lierse SK ·
RFC de Liège ·
KSC Lokeren ·
Lommel SK ·
KV Mechelen ·
Royal Excel Moeskroen ·
RAEC Mons ·
KV Oostende ·
RFC Seraing ·
STVV ·
Sporting Charleroi ·
Standard Luik ·
AFC Tubize ·
Union SG ·
KVC Westerlo ·
SV Zulte Waregem